# Indiaanse cultuurgebieden
Indiaanse cultuurgebieden zijn gebieden in Noord-Amerika en Zuid-Amerika waarin de culturen van de inheems-Amerikaanse volken die daar leven en leefden een groot aantal culturele kenmerken delen.
Sinds het einde van de 19e eeuw hebben diverse antropologen zich beziggehouden met het classificeren van de indiaanse volken en culturen in cultuurgebieden. Hun voorstellen verschillen onderling niet alleen in het aantal cultuurgebieden dat ze onderscheiden, maar met name ook in de precieze grenzen tussen de cultuurgebieden. 

## Geschiedenis van de classificatie
Een veelgebruikte indeling van de Noord-Amerikaanse indianen is die van de Amerikaanse antropoloog Alfred L. Kroeber uit 1939, die tien Noord-Amerikaanse cultuurgebieden onderscheidde. Ten zuiden van deze Noord-Amerikaanse cultuurgebieden ligt het Meso-Amerikaanse cultuurgebied. In Zuid-Amerika onderscheidt men vaak vier verschillende cultuurgebieden. Die indeling werd in 1942 gebruikt door etnoloog John Cooper en overgenomen voor het Handbook of South American Indians.
De Amerikaanse antropoloog Otis Mason onderscheidde in 1895 18 verschillende indiaanse cultuurgebieden: Het Arctische gebied, het Athabaskische gebied, het Algonkische gebied, het Irokese gebied, het Muskogese gebied, de Vlakten van het Grote Westen, de noordelijke Pacifische kust, het drainagegebied van de Columbia, het Grote Bekken, Californië-Oregon, het Pueblogebied, Midden-Amerika, het Andesgebied, de Atlantische hellingen van de Andes, Oost-Brazilië, Centraal-Brazilië, Argentinië-Patagonië en Vuurland.
In 1899 publiceerde Mason een gewijzigde lijst met 17 cultuurgebieden: Het Arctische gebied, het Canadese gebied, het Golfgebied of Louisiana, de Vlakten, Zuidoost-Alaska, het gebied van de Columbiarivier, het Grote Bekken, Californië, het Pueblogebied, Midden-Amerika, de Antillen, de Cordillera, de bovenloop van de Amazone, Oost-Brazilië, de Mato Grosso, Argentinië-Patagonië en Vuurland.

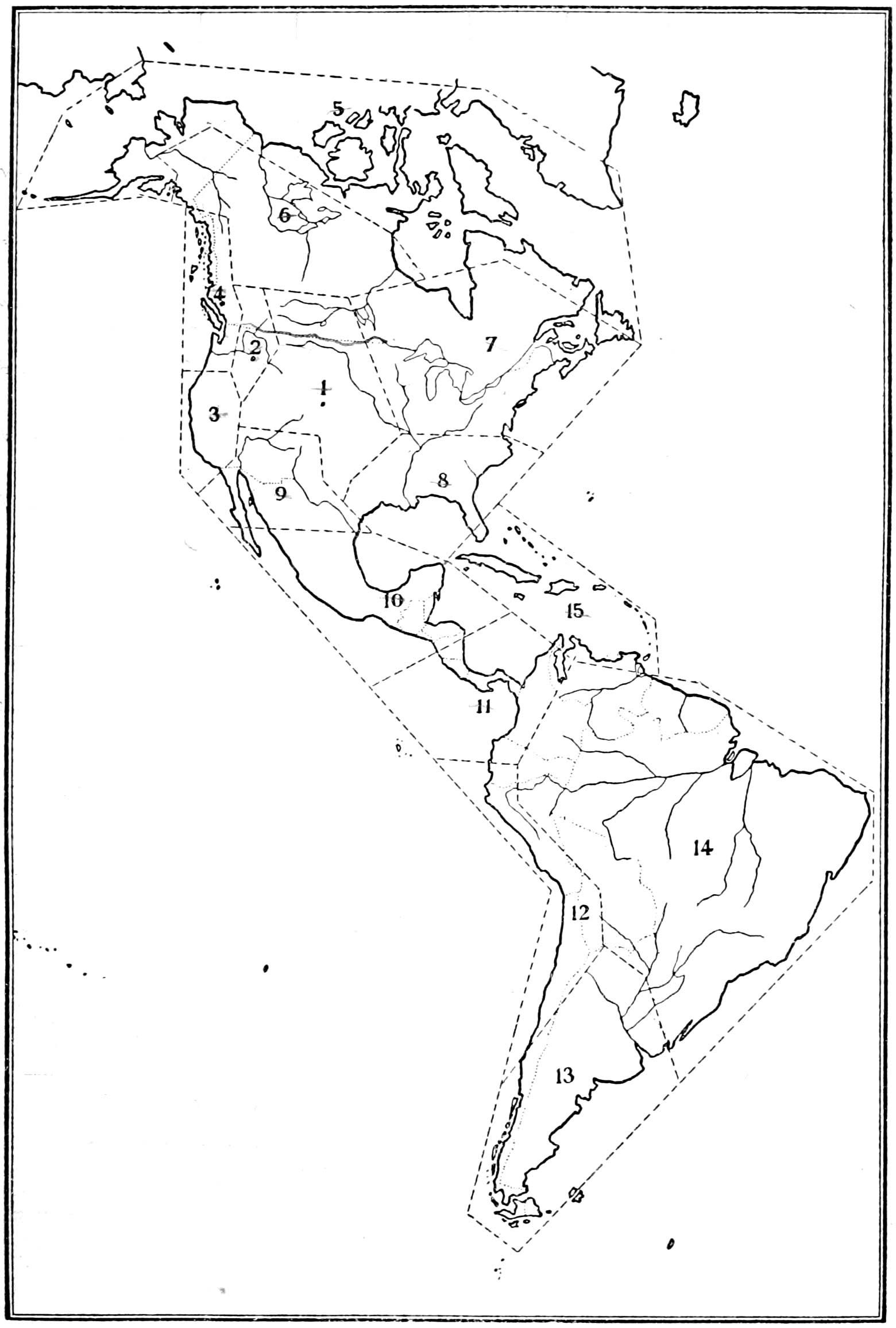
Indiaanse cultuurgebieden naar Clark Wissler, uit The American Indian (1917)

Clark Wissler onderscheidde in The American Indian (1917) de onderstaande vijftien Indiaanse cultuurgebieden. De eerste tien rekende hij tot de Noord-Amerikaanse cultuurgebieden en de laatste vijf tot de Zuid-Amerikaanse cultuurgebieden.
1. Vlakten
2. Plateau
3. Californië
4. Noordelijke Pacifische kust
5. Eskimo-regio
6. Mackenzie-regio
7. Oostelijke woudgebieden
8. Zuidoosten
9. Zuidwesten
10. Nahuagebied
11. Chibchagebied (in het noordwesten)
12. Inkagebied
13. Guanacogebied (in het zuiden).
14. Amazonegebied
15. Antillen

In 1939 publiceerde Alfred Kroeber Cultural and Natural Areas of Native North America, waarin hij de culturen van Noord-Amerikaanse indianen verdeelde in 10 cultuurgebieden. 
Kroebers indeling was erg succesvol en is tegenwoordig het meest gebruikt. Kroeber onderscheidde de volgende regio's:
- Arctische regio
- Subarctische regio
- Noordoosten
- Zuidoosten
- Grote Vlakten
- Plateau
- Grote Bekken
- Zuidwesten
- Noordwestkust
- Californië

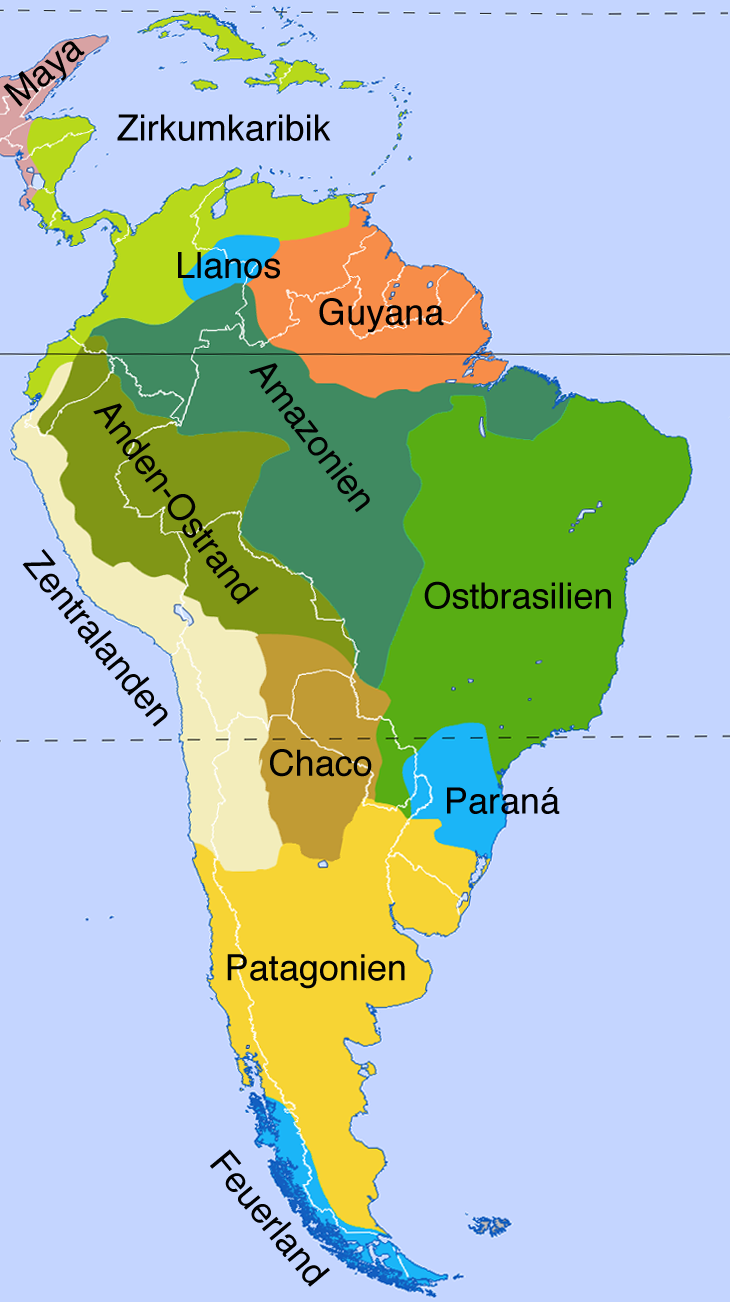
Zuid-Amerikaanse cultuurgebieden naar Münzel

De etnoloog John Cooper onderscheidde in een artikel over Zuid-Amerikaanse culturen in 1942 vier Zuid-Amerikaanse cultuurgebieden, namelijk de Andesbeschavingen, de Marginale stammen, de stammen van het Tropische Woud en de Circumcaraïbische stammen. Julian Steward, een leerling van Kroeber, nam voor het Handbook of South American Indians (1946-1959) deze indeling over en verdeelde de cultuurgebieden van Cooper vervolgens verder in 12 cultuurgebieden:
- Marginale stammen
  - Zuidelijk Zuid-Amerika
  - De Gran Chaco
  - Oost-Brazilië
- Andesbeschavingen
- De stammen van het Tropische Woud
  - De Tupi van de kust en de Amazone
  - Mato Grosso en Oost-Bolivia
  - De Montaña and de Boliviaanse oostelijke Andes
  - Het westelijke Amazonebekken
  - De Guiana's en de linkerzijrivieren van de Amazone.
- De Circumcaraïbische stammen
  - Centraal-Amerika
  - Het noordwesten van Zuid-Amerika
  - De West-Indische eilanden

In 1978 nam de Duitse etnoloog Mark Münzel deze indeling in gewijzigde vorm over. Hij onderscheidde geen 12, maar 11 cultuurgebieden in Zuid-Amerika.
De onlineversie van de Encyclopædia Britannica maakt ongeveer dezelfde indeling als Cooper en onderscheidt de Zuid-Amerikaanse nomadische culturen (Marginale regio's), de Andesculturen, de Zuid-Amerikaanse culturen van het tropische woud en de culturen van Centraal-Amerika en de noordelijke Andes. De Zuid-Amerikaanse nomadische culturen worden bovendien verdeeld in vijf groepen: de waternomaden; de jager-verzamelaars van het woud; de jager-verzamelaars en vissers van de Gran Chaco; de jager-verzamelaars van de steppen en vlaktes; en de schelpdierverzamelaars.

## Noord-Amerika
Het Noord-Amerikaanse continent kan opgedeeld worden in:
- Noord-Amerika in beperkte zin: Verenigde Staten en Canada
- Meso-Amerika: Mexico en noordelijk Midden-Amerika
- Caribisch gebied: geografisch deel van Noord-Amerika maar cultureel sterk verbonden met Zuid-Amerika

### Noord-Amerika in beperkte zin

#### Arctische regio

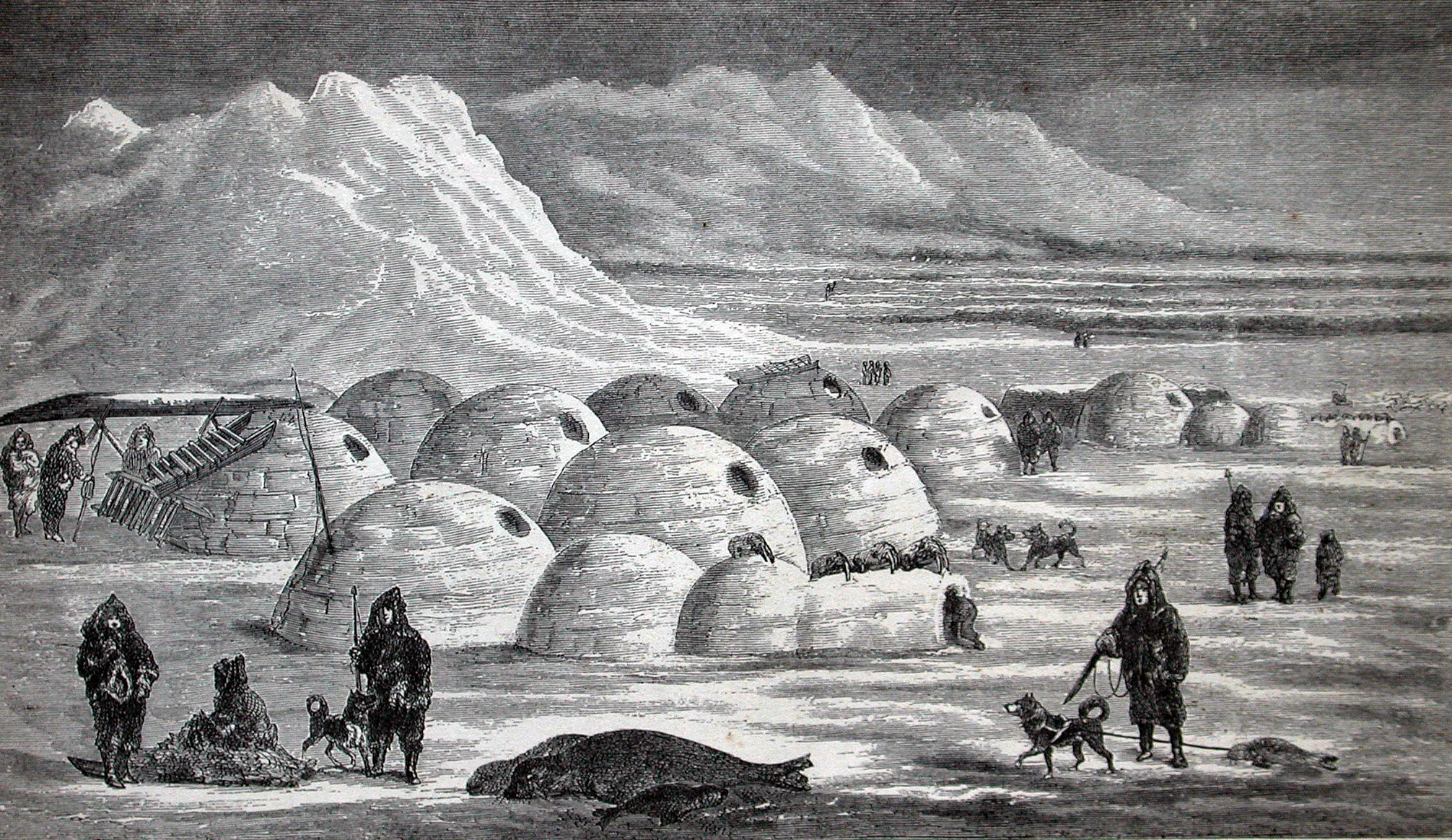
Iglo’s

De Arctische regio of Arctis is de noordelijkste cultuurregio in Amerika. Het gebied strekt zich uit van Alaska tot aan Groenland en bestaat uit koud en onherbergzaam land. Hier komen de iglo en de kajak vandaan. De bevolking van de Arctis, de  Aleoeten, Yupik en Inuit, leefde van de jacht. De Inuit en Yupik worden samen Eskimo's genoemd en spreken evenals de Aleoeten talen van de Eskimo-Aleoetische taalfamilie.
De bevolking van de Arctische regio wordt doorgaans niet tot de indianen gerekend. Ze zijn pas relatief recent Amerika binnengekomen en hebben meer gemeen met de volken in het oosten van Siberië dan met de indianen die ten zuiden van hen wonen.

#### Subarctische regio

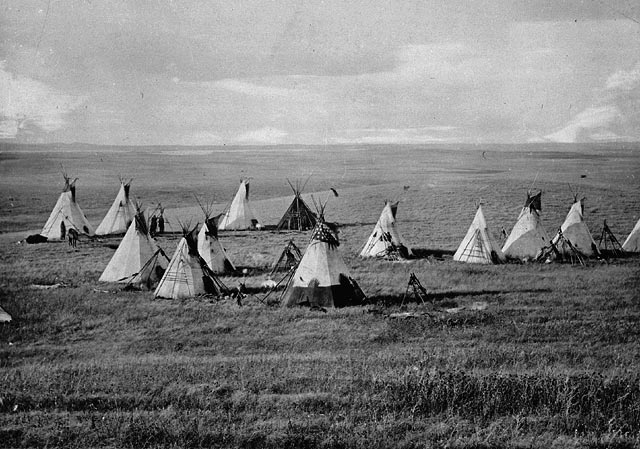
Nederzetting van de Cree in 1871

De Subarctische regio of Subarctis ligt ten zuiden van de Arctische regio en beslaat het binnenland van Alaska en grote delen van Canada. De Subarctische culturen bevinden zich grotendeels binnen de zone van 5 miljoen km² taiga die zich uitstrekt tussen de arctische toendra in het noorden en de bergen, vlakten en loofbossen in het zuiden, en van Labrador in het oosten tot bijna aan de Beringzee in het westen. Het gebied wordt in het westen bewoond door Athabaskische volken en in het oosten door Algonkische volken, met name de Cree.
De volkeren van de Subarctische regio leefden als jager-verzamelaars in egalitaire samenlevingen met weinig bezittingen.  Ze leefden gewoonlijk in bands van 20-30 mensen die aan elkaar verwant waren en samen optrokken in een eigen jachtgebied. In de zomer kwamen verschillende bands samen op plaatsen waar zich voldoende vis of wild bevond om grotere groepen te voeden. In het westen woonden sommige volken, zoals de Deg Xinag, ’s winters in grotere dorpen en gingen ’s zomers in bands uiteen naar de jacht- en viskampen.

#### Noordoosten

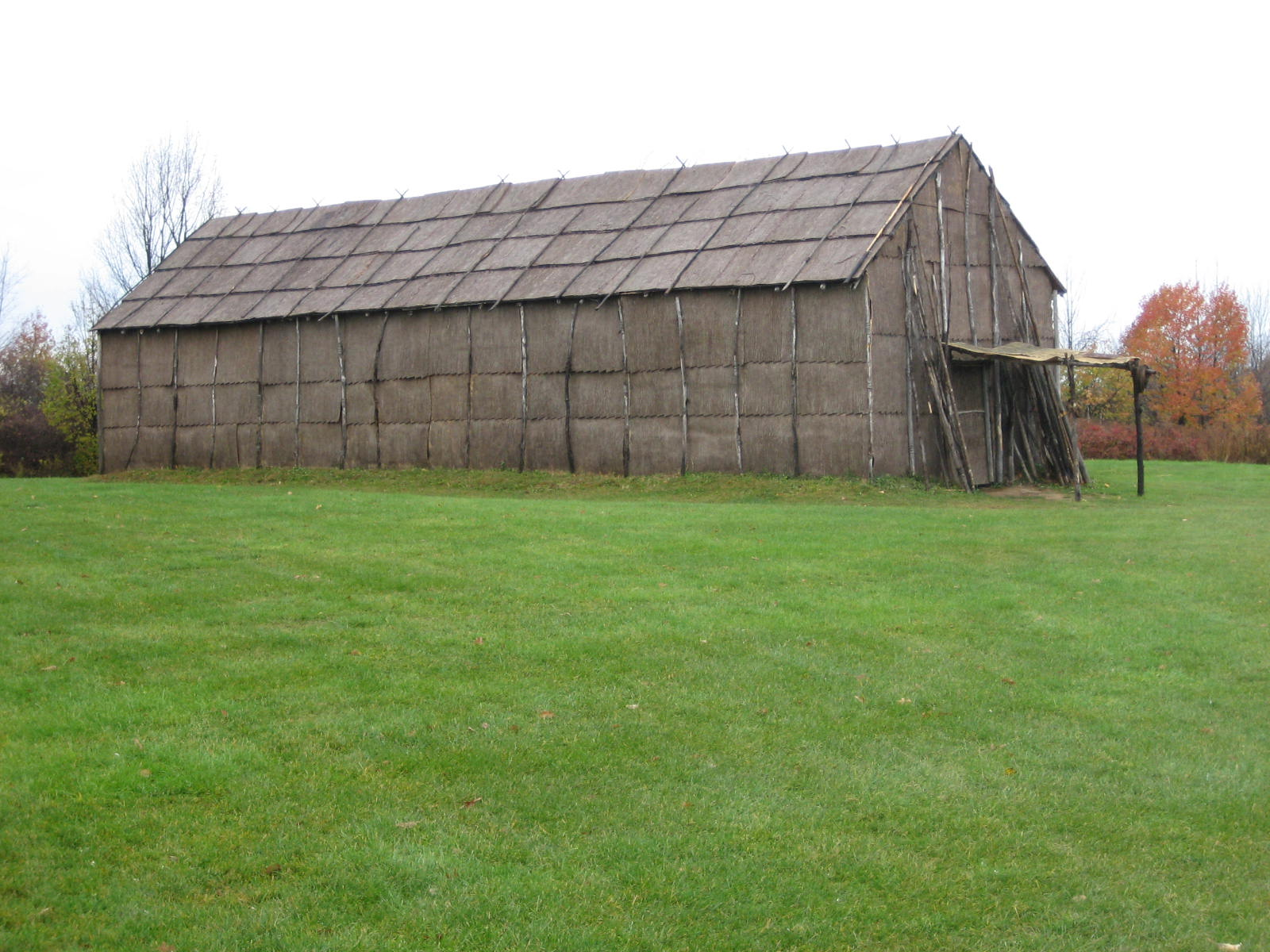
Replica van een Irokees langhuis.

Het Noordoosten, ook wel de Noordoostelijke Woudgebieden genoemd, beslaat het gebied rond de Grote Meren in Canada en de Verenigde Staten, en daarnaast de Atlantische kust van Nova Scotia tot Noord-Carolina. Het gebied wordt voornamelijk bewoond door Irokese en Algonkische volken, die voor het merendeel aan landbouw deden. De volken in dit gebied hebben een belangrijke rol gespeeld in de geschiedenis van de Britse koloniën waaruit later de Verenigde Staten zouden voortkomen. Het Noordoosten wordt soms samen met het Zuidoosten als een enkel cultuurgebied beschouwd, de Oostelijke Woudgebieden.
In het verleden hebben verschillende culturen in dit gebied gebloeid, die bekend stonden om de heuvels die ze opwierpen. Hiertoe behoren de Adenacultuur, Hopewellcultuur en Mississippicultuur. De stad Cahokia in Illinois, die tot de Mississippicultuur behoorde, was met 10.000 tot 20.000 inwoners de grootste indiaanse stad ten noorden van het huidige Mexico.

#### Zuidoosten

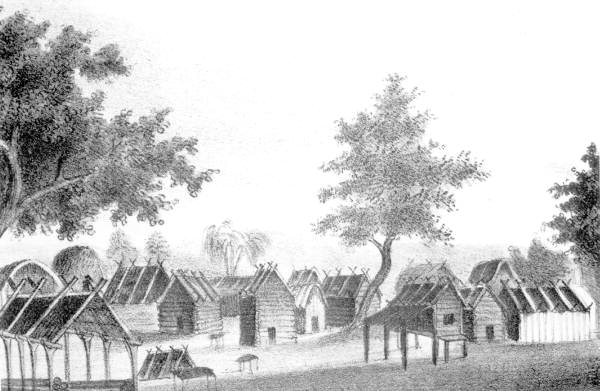
Een dorp van de Seminole.

Het Zuidoosten strekt zich uit van de Mississippi in het oosten tot de Atlantische Oceaan in het westen, wordt in het noorden begrensd door de culturen van de Noordoostelijke Woudgebieden en in het zuiden door de Golf van Mexico. Het klimaat is in het noorden gematigd warm en in het zuiden subtropisch.
De bevolking van het Zuidoosten leefde van de landbouw en jacht, op de Calusa na, die van de visvangst en verzamelen leefden. De culturen van het Zuidoosten werden onder meer gekenmerkt door een matrilineair verwantschapssysteem en organisatie van de bevolking in verschillende clans.
In het verleden hebben in het Zuidoosten, evenals in het Noordoosten, de Hopewell- en Mississippiculturen gebloeid. De bekendste volken uit het Zuidoosten in historische tijden zijn de vijf beschaafde stammen (Creek, Choctaw, Chickasaw, Cherokee en Seminole), zo genoemd omdat hun bestuur en rechtspraak zich onder Europese invloed hadden ontwikkeld.

#### Vlakten

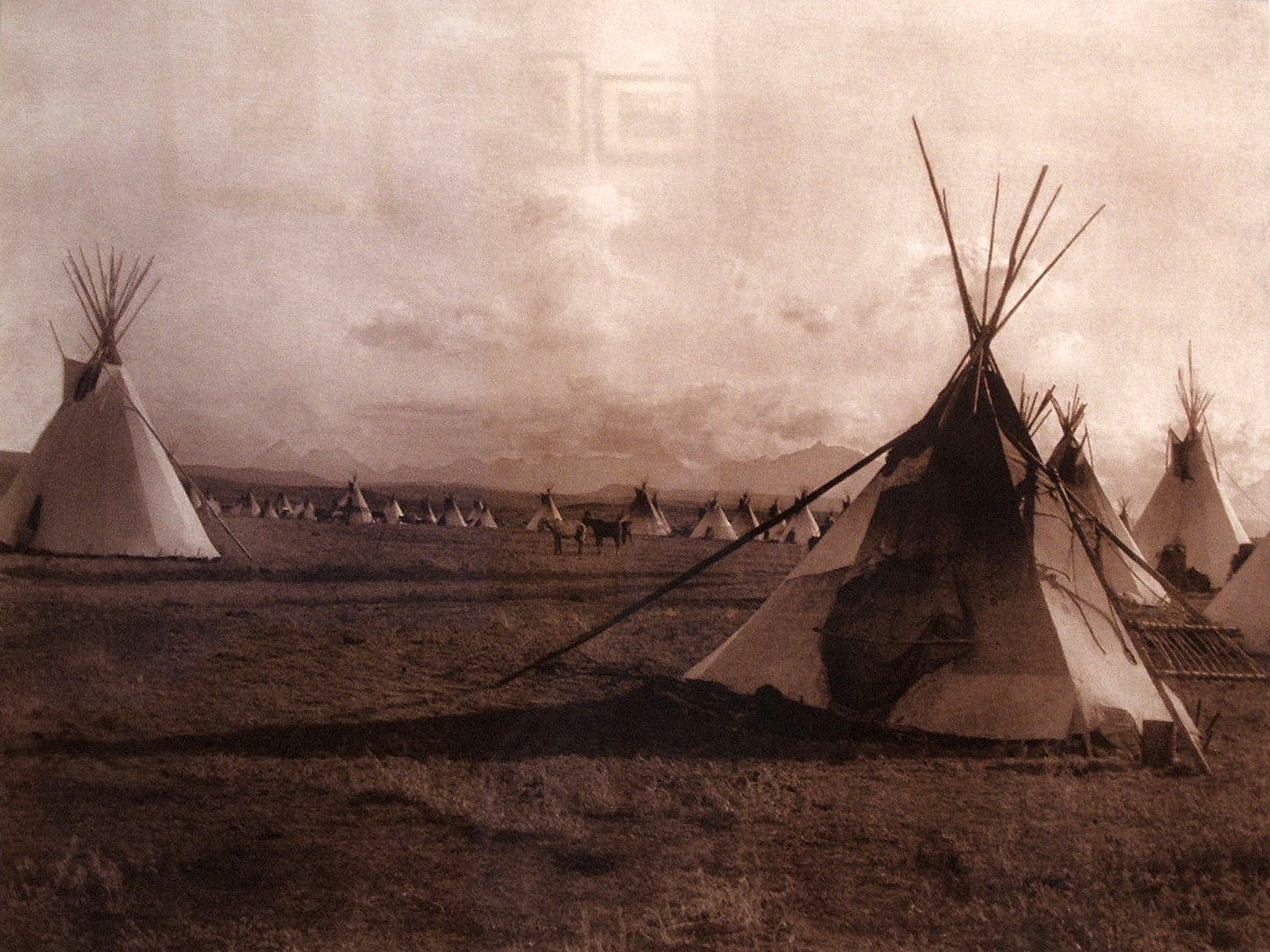
tipi's van de Blackfoot (1900)

De indianen van de Vlakten of Prairie-indianen bewoonden voornamelijk de Great Plains in Noord-Amerika. Deze uitgestrekte en bijna boomloze vlakten waren het thuis van enorme kudden bizons, en werden in historische tijden bewoond bewoond door zo’n 30 verschillende volken. Een deel van deze volken leidde een volledig nomadische bestaan. Zij woonden in tipi's en leefden hoofdzakelijk van de bizonjacht. Tot deze volken behoren onder meer de Sioux, Cheyenne, Crows, Kiowa, Comanche en Blackfoot. Andere volken waren semi-sedentair. Zij woonden een deel van het jaar in vaste nederzettingen met huizen van aarde of gras, waar ze landbouw bedreven, en trokken tijdens het jachtseizoen als nomaden over de Vlakten. Onder meer de Pawnee, Mandan en Wichita leidden zo'n bestaan. Tot halverwege de 19e eeuw was een groot deel van de Vlakten nog in indiaanse handen. In de tweede helft van de 19e eeuw werd hun gebied echter gekoloniseerd en werden de indianen gedwongen zich in reservaten te vestigen. Dit ging gepaard met soms bloedige confrontaties, zoals de Sand Creek Massacre (1864) en de Grote Sioux-oorlog van 1876.

#### Plateau

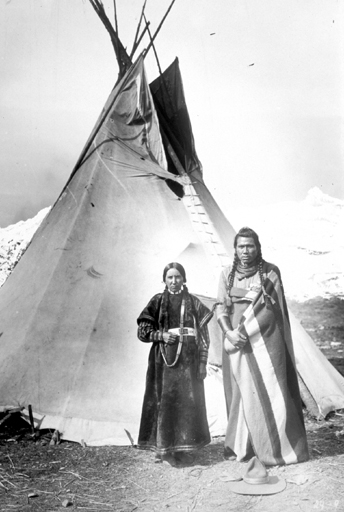
Tipi van de Nez Percé (1900).

Het Plateau, omringd door bergen, is een landschap van heuvels, hoogvlakten, berghellingen en ravijnen. Het gebied wordt afgebakend door de Cascade Range in het westen, die haar scheidt van de volken van de Noordwestkust, en de Rocky Mountains in het oosten, die een scheiding vormen met de indianen van de Vlakten. In het noorden gaat het Plateau over in de beboste Subarctische regio en in het zuiden grenst ze aan het Grote Bekken. Het Grote Bekken en het Plateau worden ook wel samen als een enkel cultuurgebied beschouwd, dat de Intermontane regio genoemd wordt. Het Plateau werd bewoond door volken zoals de Flathead, Pend d'Oreille, Nez Percé, Palouse en Yakama. Veel volken spraken Salishtalen of Sahaptische talen.
De inwoners van het Plateau waren jager-verzamelaars. De meesten van hen woonden in permanente dorpen langs de rivier, en trokken vandaar voor korte periodes naar kampen in het hoogland. Met de komst van het paard werden sommige groepen van het Plateau nomadische bizonjagers. Deze groepen namen veel elementen van de culturen van de Vlakten over, zoals tipi’s.

#### Grote Bekken

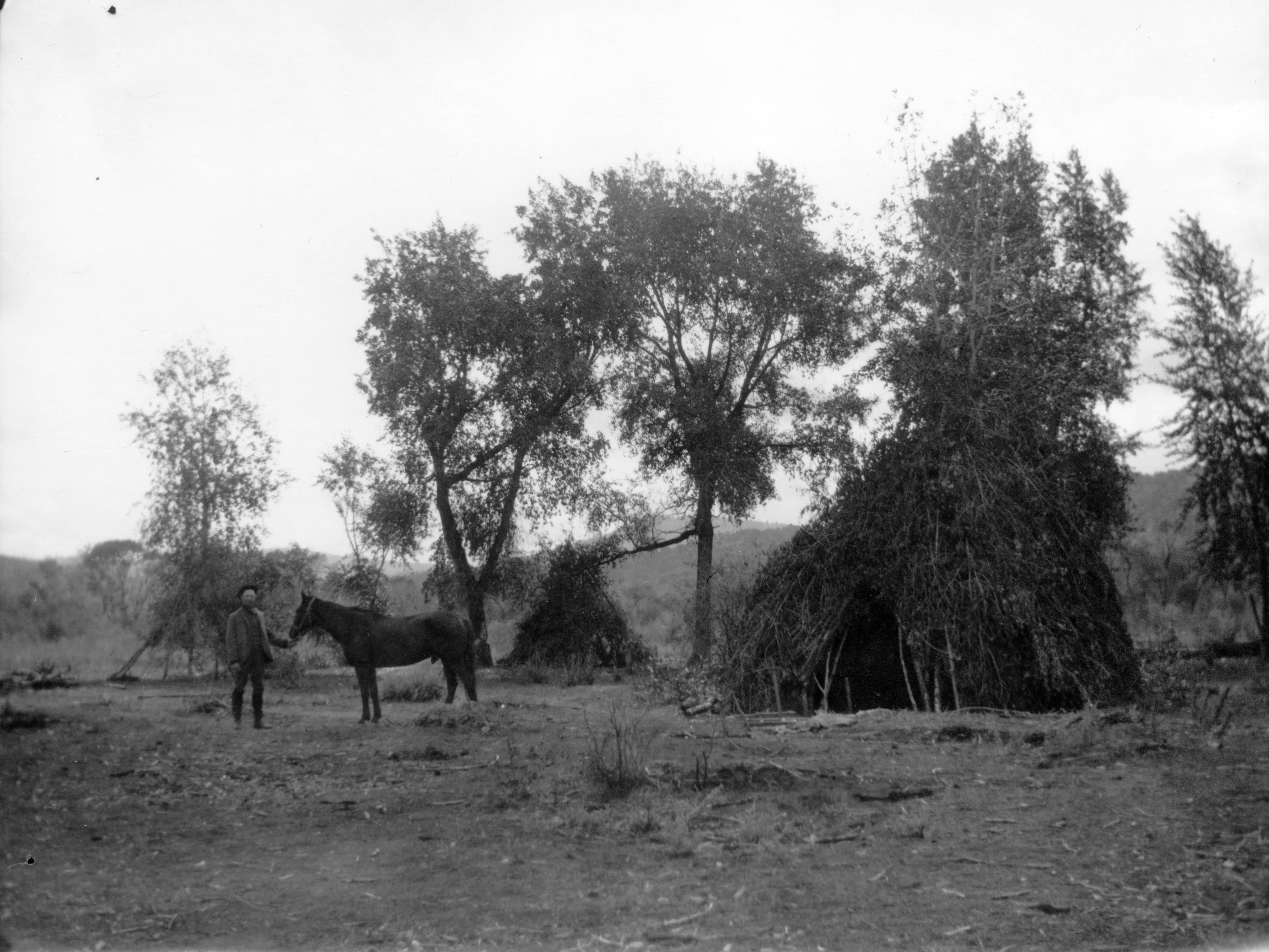
Een traditionele hut van de Paiute

Het Grote Bekken is een woestijn dat bestaat uit meerdere endoreïsche bekkens in het westen van de Verenigde Staten dat het merendeel van Nevada en meer dan de helft van Utah beslaat, evenals delen van Californië, Idaho, Oregon en Wyoming. Het cultuurgebied dat wordt aangeduid als het Grote Bekken is echter groter dan het bekken zelf, en beslaat vrijwel geheel Nevada en Utah, substantiële delen van Idaho, Oregon, Wyoming en Colorado, en bovendien nog kleine delen van Californië, Montana en Arizona. De indiaanse culturen van dit gebied hebben belangrijke overeenkomsten. De overgang met de culturen van het Plateau in het noorden is geleidelijk, en soms worden de culturen van het Grote Bekken en het Plateau samen gerekend tot één cultuurgebied, de Intermontane regio.
De inheemse volken van het Grote Bekken spraken, op de Washo na, Numische talen. Ze waren voornamelijk jager-verzamelaars zonder permanente nederzettingen en met een lage organisatiegraad. Nadat de blanken het paard in Noord-Amerika introduceerden ontwikkelden sommige volken van het Grote Bekken een leefpatroon dat gebaseerd was op de bizonjacht te paard. De Europese kolonisatie van het Grote Bekken begon met de komst van de mormonen in 1848.

#### Noordwestkust

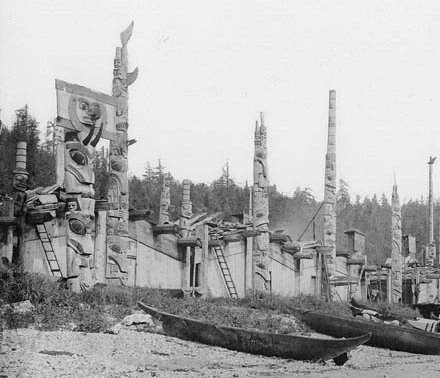
Een dorp van de Haida.

De Noordwestkust, of kortweg het noordwesten (Engels: (Pacific) Northwest Coast), beslaat de noordwestkust van Noord-Amerika, en omvat delen van de huidige Canadese provincie Brits Columbia en de Amerikaanse staten Alaska, Washington en Oregon.
De Noordwestkust werd voor de komst van de Europeanen bewoond door een etnisch en taalkundig gevarieerde groep volken. Het bekendste product van hun culturen is de totempaal, die door de stammen in het noorden van het gebied werd gemaakt. Een interessant kenmerk van de Noorwestkust is dat de volken die er wonen vaak zogenaamde complexe jager-verzamelaarsamenlevingen vormden. Dit zijn samenlevingen van jager-verzamelaars met een hiërarchische structuur, die in het noordwesten mogelijk was door de grote natuurlijke rijkdom van het gebied. Deze natuurlijke rijkdom, waaronder grote hoeveelheden zalm in de rivieren, maakte het ook mogelijk dat de bewoners van de Noordwestkust in vaste nederzettingen woonden, in plaats van voortdurend rond te trekken zoals de meeste jager-verzamelaars in andere delen van de wereld.

#### Californië

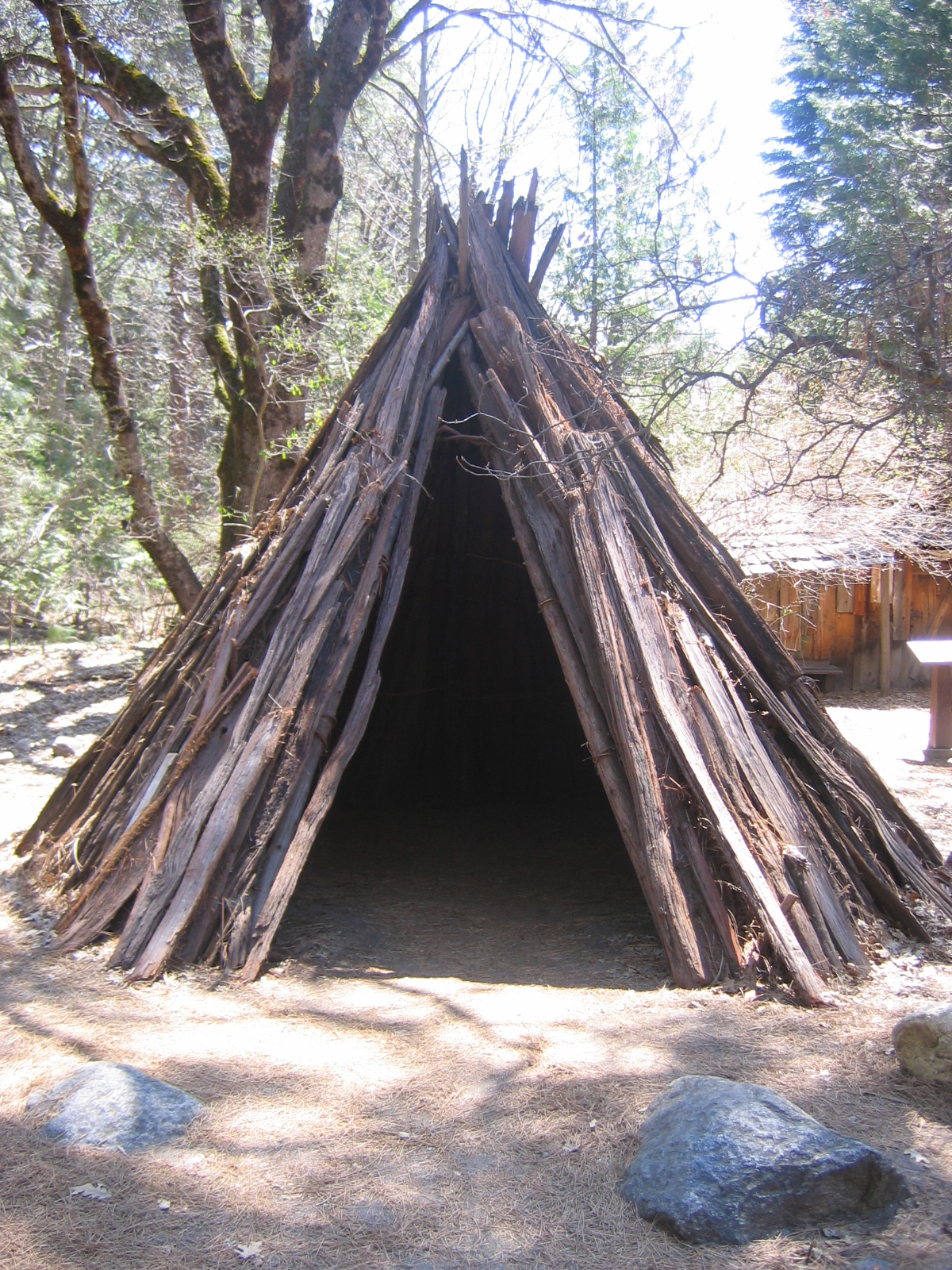
Een replica van een Miwok-hut in Yosemite National Park.

Het cultuurgebied Californië valt niet volledig samen met de moderne grenzen van de gelijknamige staat. Een aantal stammen in Oost-Californië, ten oosten van de Sierra Nevada maar ten westen van de grens met Nevada, worden tot de stammen van het Grote Bekken gerekend. Een aantal volkeren op de grens met Oregon wordt tot de Noordwestkust gerekend en andere tot het Plateau. Het noorden van de Mexicaanse deelstaat Baja California wordt ook tot het Californische cultuurgebied gerekend, en regelmatig de rest van Baja California eveneens.
Californië was een van de dichtstbevolkte regio's van Noord-Amerika. De bevolking was verdeeld in een grote verscheidenheid aan taalkundige groepen, die op hun beurt weer verdeeld waren in politieke eenheden van enkele honderden tot een paar duizend personen. De meeste Californische volken woonden in vaste dorpen. Plantaardig voedsel dat in het wild verzameld werd was de belangrijkste voedingsbron, hoewel ook de jacht en visserij een zekere rol speelden.
Er zijn tegenwoordig meer dan honderd federaal erkende indianenstammen in Californië, waarmee de staat de grootste populatie indianen van alle staten heeft, alsook het grootste aantal aparte stammen.

#### Zuidwesten

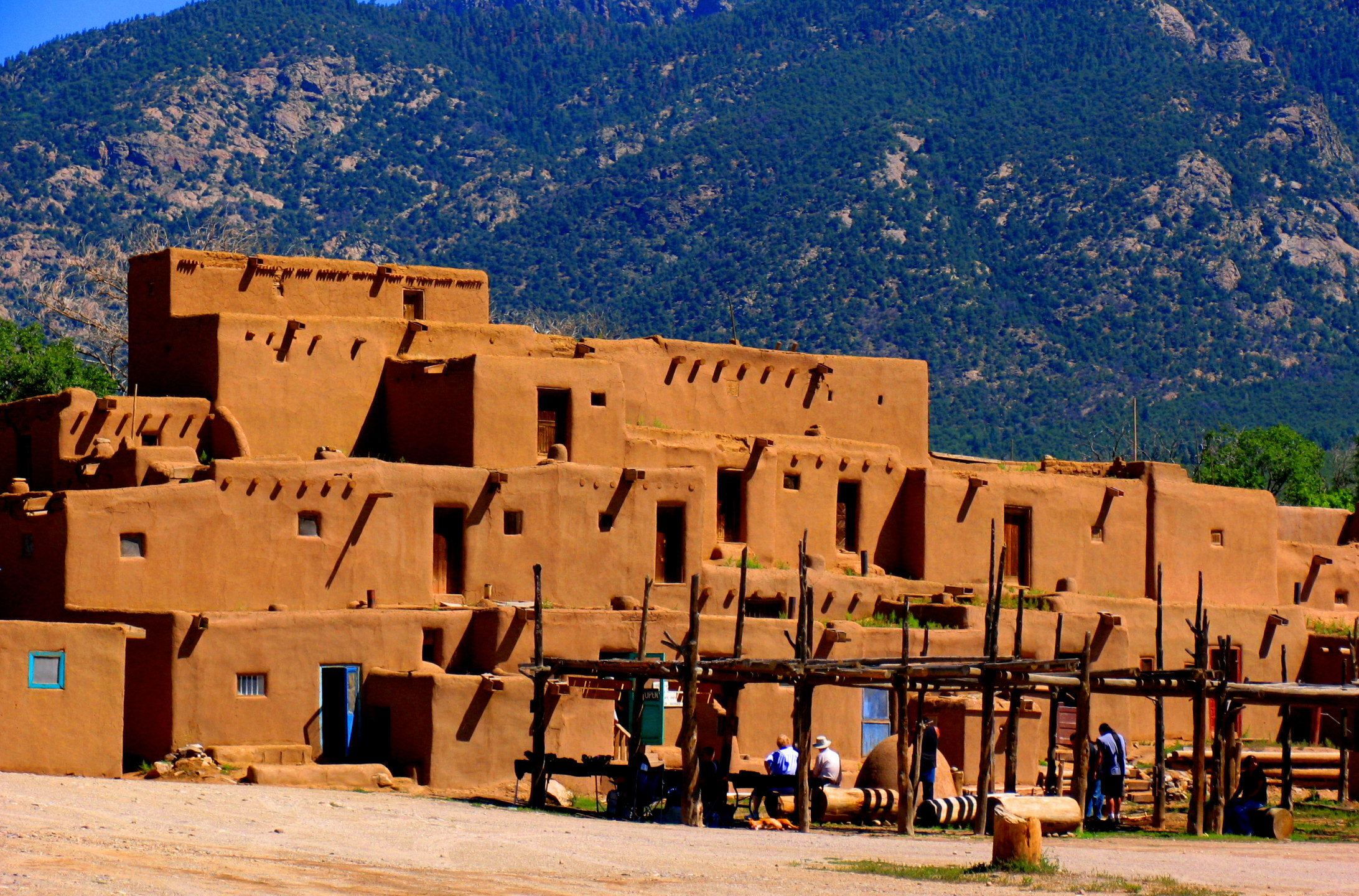
De pueblo van de Taos

Het Zuidwesten beslaat voornamelijk de Amerikaanse staten Arizona en New Mexico en het noorden van Mexico tot ongeveer de Kreeftskeerkring. Het is een droog landschap, dat echter doorsneden wordt door belangrijke rivieren, zoals de Colorado en de Rio Grande. De meeste volken in dit gebied leefden van een mix van landbouw, jacht en verzamelen.
In het verleden hebben in het Zuidwesten verschillende culturen gebloeid die ten tijde van Columbus alweer verdwenen waren. Hiertoe behoren de Anasazi, Hohokamcultuur en Mogolloncultuur. De bevolking die de Spanjaarden, en later de Amerikanen, aantroffen, kan in verschillende groepen worden ingedeeld, waaronder de Pueblovolkeren en de Athabaskischsprekende Apache en Navajo. De agrarische Pueblovolkeren woonden in pueblonederzettingen en stammen waarschijnlijk (gedeeltelijk) afstammen van de eerdere culturen in het Zuidwesten zoals de Anasazi. De Apache en de nauw aan hen verwante Navajo kwamen oorspronkelijk uit Canada kwamen en waren ergens na het jaar 1000 naar het Zuidwesten waren gekomen. Deze nieuwkomers bouwden al snel handelsrelaties op met de pueblovolken, waarbij ze bizonvlees ruilden voor maïs en katoen. Tijdens hun conflicten met de Spanjaarden, Mexicanen en Amerikanen ontwikkelden de Apache en Navajo een reputatie van wrede krijgers en vaardige strategen.

### Meso-Amerika

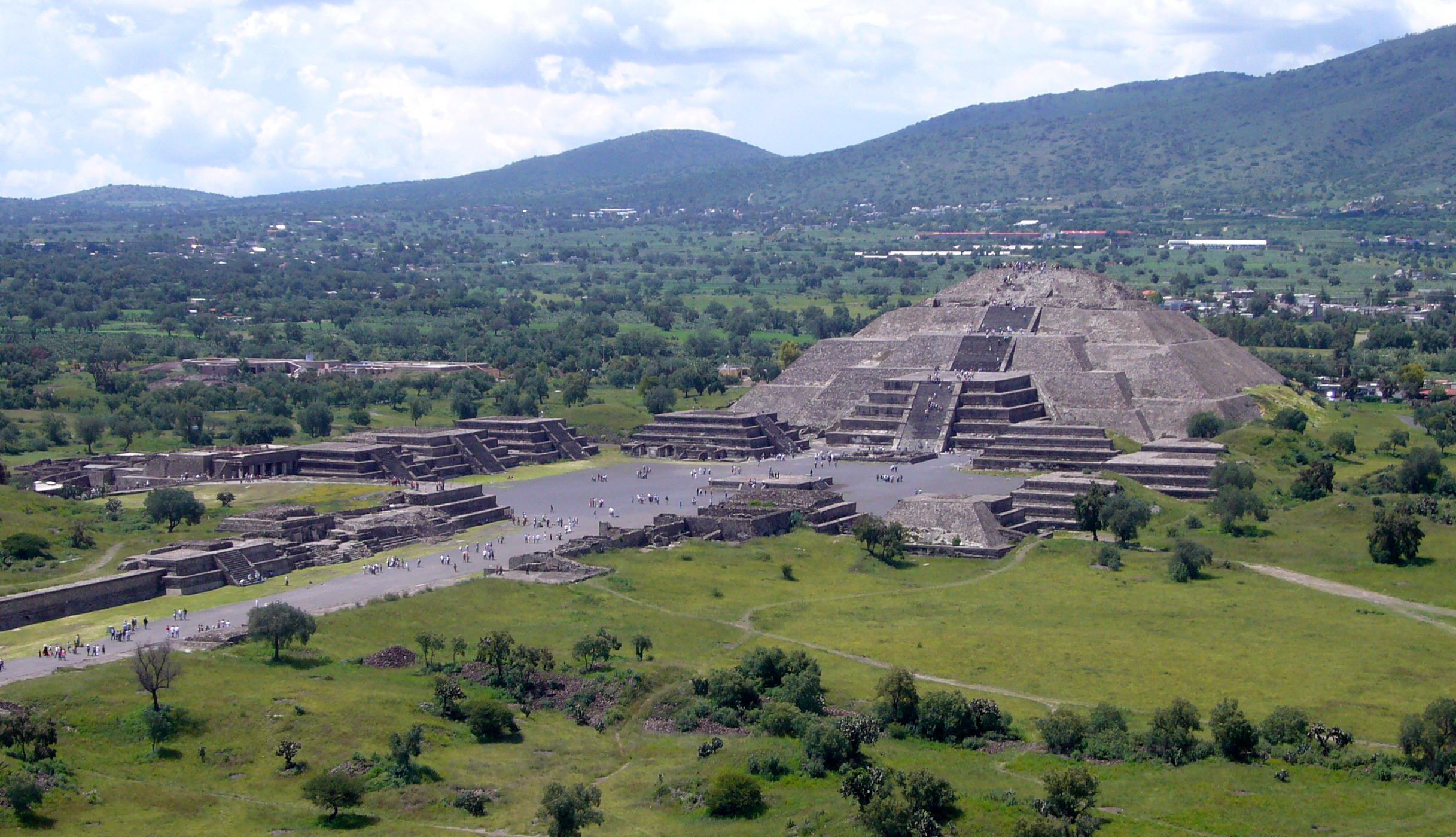
Een kijk op de Meso-Amerikaanse stad Teotihuacán

Meso-Amerika strekt zich uit van Centraal-Mexico tot Nicaragua. Talrijke hoogstaande indiaanse culturen zijn hier ontstaan, waaronder die van de Azteken, Maya's, Tolteken en Zapoteken. Meso-Amerika is niet hetzelfde als Midden-Amerika, al maakt het er wel deel van uit.
In het noorden reikt Meso-Amerika ongeveer tot aan de Kreeftskeerkring. De droge gebieden van Aridoamerika daarboven worden doorgaans tot het cultuurgebied van het Zuidwesten gerekend. Ten zuiden van Meso-Amerika bevinden zich de culturen van het Circumcaribisch gebied. Meso-Amerika kent een grote variatie in geografie en landschap, van tropische laaglanden tot koude berggebieden. Een gematigd klimaat met warme temperaturen en redelijke regenval komt het meest voor.
Tot de cultuurelementen die het Meso-Amerikaanse cultuurgebied kenmerken behoren onder meer:
- Een sedentaire cultuur die steunt op de verbouw van maïs.
- De bouw van trappenpiramides.
- Het gebruik van twee verschillende kalenders, namelijk een kalender van 365 dagen gebaseerd op het zonnejaar en een rituele kalender van 260 dagen.
- Het gebruik van lokaal ontwikkelde pictografische en logosyllabische schriften.
- Het gebruik van rubber en het beoefenen van het Meso-Amerikaanse balspel.
- Overeenkomsten in religie en offerpraktijken. In veel culturen werden er mensenoffers gebracht.

De eerste grote beschaving uit Meso-Amerika was die van de Olmeken, die van ongeveer 1500 tot 400 v.Chr. bloeide in de tropische laaglanden van Zuid-Centraal-Mexico. Verder naar het zuiden ontstonden omstreeks 750 v.Chr. de eerste steden van de Maya's. Toen de Spanjaarden in 1511 Meso-Amerika bereikten troffen ze er nog steeds bloeiende Mayasteden aan. Meer naar het noorden was intussen het Azteekse rijk ontstaan, dat tussen 1519 en 1521 door de Spanjaarden veroverd werd. De laatste Mayastad werd in 1697 onderworpen.

### Caraïbisch gebied

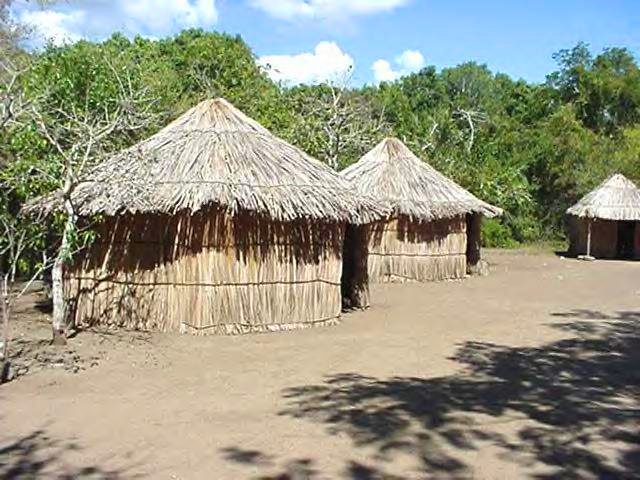
Dorp van de Taíno.

Het Caraïbisch gebied (ook wel Circumcaraïbisch gebied genoemd) beslaat als cultuurgebied niet alleen de Caraïbische eilanden, maar ook Midden-Amerika ten zuiden van Yucatán en de hooglanden van Guatemala, en daarnaast de kustgebieden van het huidige Venezuela en Colombia in Zuid-Amerika. Soms rekent men ook het noorden van de Andes tot dit cultuurgebied, dat dan Centraal-Amerika en de Noordelijke Andes genoemd wordt.
De vegetatie van het Caraïbisch gebied bestaat voornamelijk uit regenwoud en de bewoners leefden van de landbouw, jacht en visserij. Op technologisch niveau waren ze vergelijkbaar met de boerenvolken uit de Amazoneregio, maar door productievere landbouw en een grotere variatie en rijkdom aan natuurlijke hulpbronnen was het mogelijk om grotere bevolkingsconcentraties voeden. Daardoor konden er relatief grote permanente nederzettingen ontstaan en complexere samenlevingen dan in het Amazonegebied gebruikelijk was. De belangrijkste vorm van sociale organisatie was het chiefdom, waarin sociale differentiatie voorkomt en vaak meerdere gemeenschappen geleid worden door een of meer chiefs. De grootste en best georganiseerde samenleving uit de regio was de Muisca-confederatie uit Colombia.
De Caraïbische volken waren de eerste indianen die met de Spanjaarden in aanraking kwamen toen Columbus in 1492 op San Salvador de Taíno ontmoette.

## Zuid-Amerika

### Andes

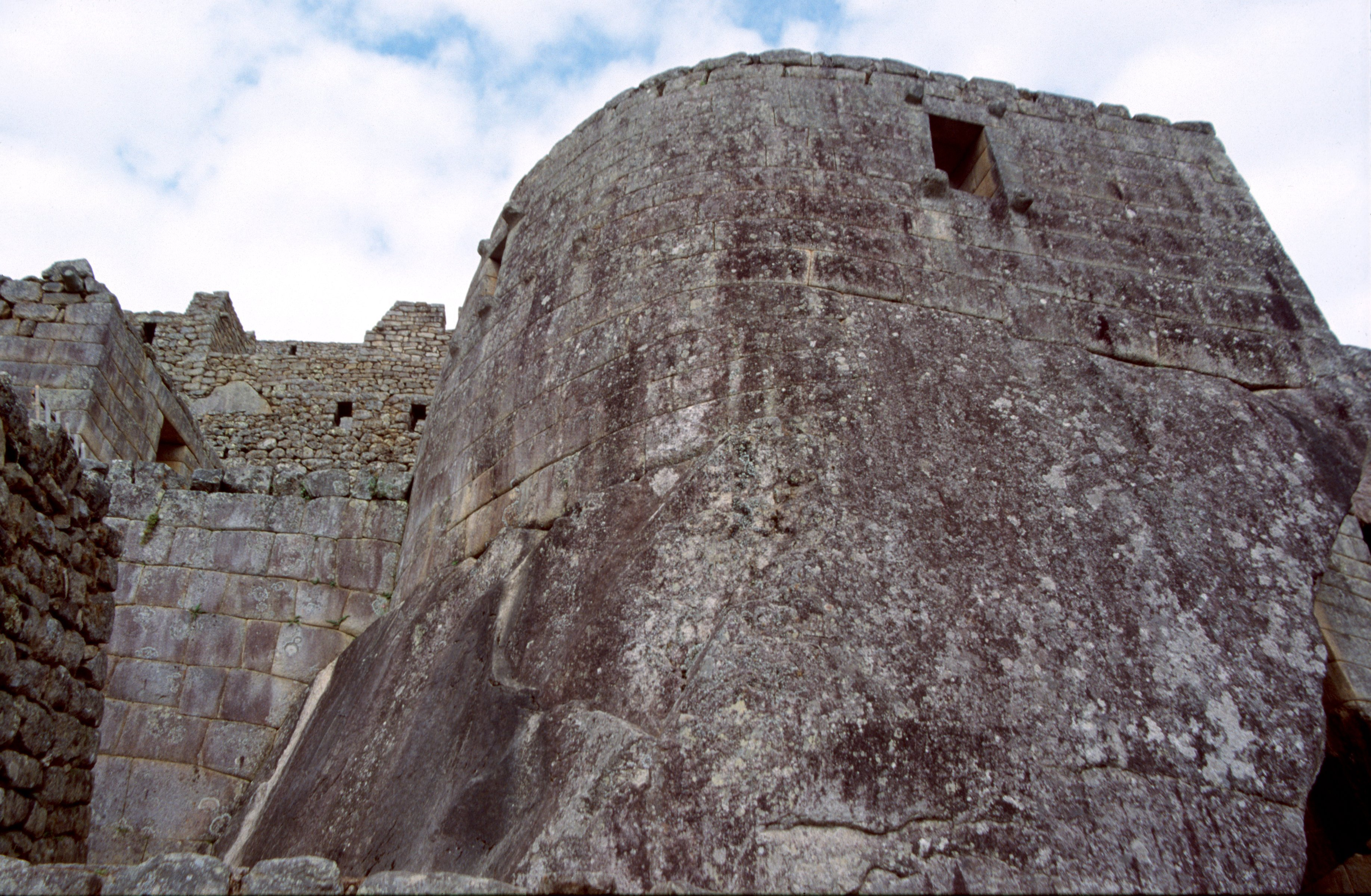
De Zonnetempel in Machu Picchu.

Het cultuurgebied van de Andes of Centrale Andes beslaat het middelste gedeelte van het Andesgebergte en de aangrenzende kustgebieden. Ook de noordelijke Andes wordt weleens tot dit cultuurgebied gerekend, hoewel anderen het zien als onderdeel van het Circumcaraïbisch gebied. Het zuiden van de Andes wordt gerekend tot de Marginale Regio's. De Andesregio is een gebied van hoge bergen en droge woestijngebieden aan de kust.
De Andes is een van de weinige gebieden waar landbouw is uitgevonden, en daarnaast een van de vijf gebieden waar beschavingen zijn ontstaan zonder invloed van buitenaf. In het precolumbiaanse Andesgebied hebben diverse culturen gebloeid, waarvan die van de Inca's het bekendst is en het grootste gebied besloeg. Grote beschavingen waren er in het Andesgebied echter al duizenden jaren voor de Inca's. De eerste complexe beschaving in de Andesregio was de Norte Chicobeschaving uit het 3e millennium v.Chr., voor zover bekend de oudste beschaving uit Amerika.

### Amazoneregio

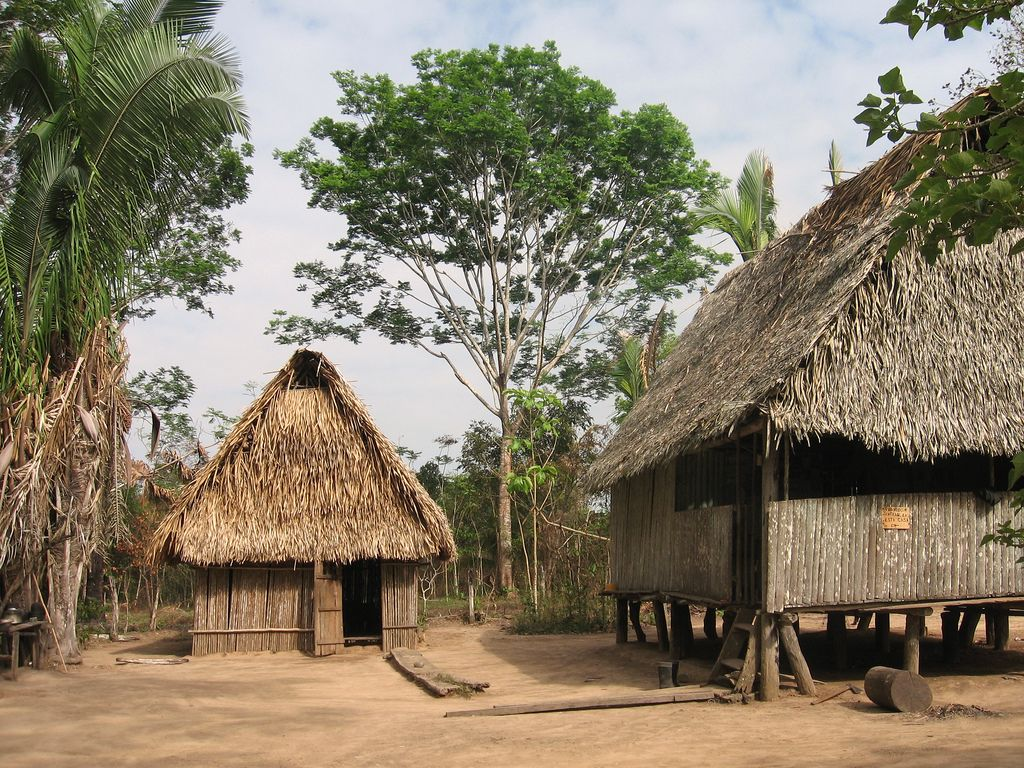
Huis van de Shipibo.

De Amazoneregio, ook wel Tropisch woud of Regenwoud genoemd, beslaat de tropische regenwouden tussen de Andes en de Atlantische oceaan. Het gebied wordt begrensd door de jager-verzamelaars van de Zuidkegel in het zuiden, de Andesbeschavingen in het westen, de Atlantische Oceaan in het oosten en de chiefdoms van het Caraïbisch gebied in het noordwesten. De bewoners van de Amazoneregio leefden vaak van landbouw, jacht, visserij en het verzamelen van eetbare planten. Ze onderscheidden zich van de volkeren van de Andes en het Caraïbisch gebied in hun sociale organisatie: er was slechts weinig sociale stratificatie.
Het onherbergzame karakter van het tropische regenwoud heeft de Europese kolonisatie belemmerd, en ook nu nog wonen er indiaanse volken die nooit met blanken in aanraking zijn gekomen. De vernietiging van het tropische regenwoud door onder meer houtkap is een belangrijke bedreiging voor het voortbestaan van hun culturen.

### Marginale regio's

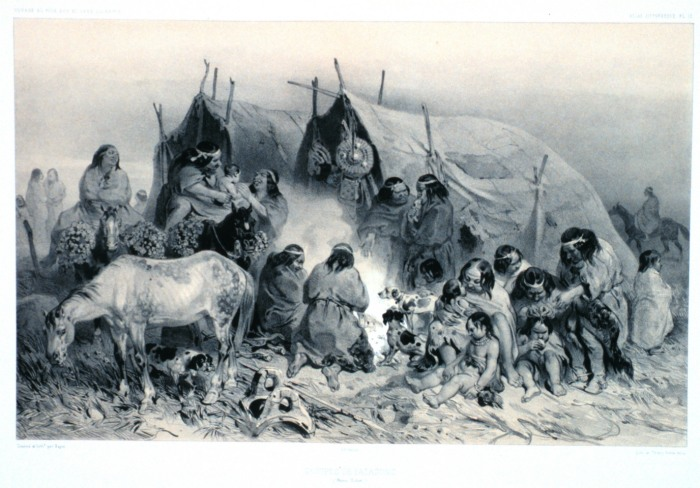
Bevolking van de Zuidkegel.

De Marginale regio's omvatten de delen van Zuid-Amerika die niet geschikt zijn voor landbouw. Hiertoe behoren behalve een groot deel van het zuiden van Zuid-Amerika ook enkele geïsoleerde gebieden meer in het noorden. Zonder de gebieden in het noorden wordt dit cultuurgebied aangeduid als de Zuidkegel.
In tegenstelling tot de overige volken in Zuid-Amerika waren de inwoners van de Marginale regio's nomadische jager-verzamelaars, die samenleefden in kleine bands, in grootte variërend van losse gezinnen op de Chileense eilanden tot groepen van 40-100 personen bij de jagersvolkeren van Patagonië en de pampa's. Nadat de Europeanen het paard introduceerden ontstonden er onder de jagers op de vlakten bands van 500-1000 personen.
De Chono, Alacaluf en Yamána bewoonden de eilanden van Zuid-Chili en de Chileense kustgebieden daartegenover tot aan Kaap Hoorn. Zij leefden voornamelijk van schelpdieren. De uitgestrekte vlakten van de Zuidkegel waren dun bevolkt en werden bewoond door volkeren die voornamelijk leefden van de jacht op guanaco's, nandoes en kleinere dieren. De bewoners van de meer noordelijk gelegen Gran Chaco daarentegen leefden vooral van plantaardig voedsel. Ten noorden van de Gran Chaco gaat het land geleidelijk over in tropisch regenwoud, en hoewel de meeste volkeren daar landbouw bedrijven, zijn er ook nomadische jager-verzamelaars, zoals de Sirionó uit Bolivia. In het regenwoud leven bovendien waternomaden (Engels: Aquatic nomads), die het grootste deel van hun leven in kano's doorbrengen en leven van vissen en andere waterdieren.